# 1982-es Formula–1 dél-afrikai nagydíj
A Dél-afrikai volt az 1982-es Formula–1 világbajnokság szezonnyitó futama.

## Futam
| Helyezés | #  | Versenyző          | Csapat/Motor    | Körök | Idő/Kiesés oka    | Rajthely | Pontszám |
| -------- | -- | ------------------ | --------------- | ----- | ----------------- | -------- | -------- |
| 1        | 15 | Alain Prost        | Renault         | 77    | 1:32:08,401       | 5        | 9        |
| 2        | 5  | Carlos Reutemann   | Williams-Ford   | 77    | + 14,946          | 8        | 6        |
| 3        | 16 | René Arnoux        | Renault         | 77    | + 27,900          | 1        | 4        |
| 4        | 8  | Niki Lauda         | McLaren-Ford    | 77    | + 32,113          | 13       | 3        |
| 5        | 6  | Keke Rosberg       | Williams-Ford   | 77    | + 43,139          | 7        | 2        |
| 6        | 7  | John Watson        | McLaren-Ford    | 77    | + 50,993          | 9        | 1        |
| 7        | 3  | Michele Alboreto   | Tyrrell-Ford    | 76    | + 1 kör           | 10       |          |
| 8        | 11 | Elio de Angelis    | Lotus-Ford      | 76    | + 1 kör           | 15       |          |
| 9        | 10 | Eliseo Salazar     | ATS-Ford        | 75    | + 2 kör           | 12       |          |
| 10       | 9  | Manfred Winkelhock | ATS-Ford        | 75    | + 2 kör           | 20       |          |
| 11       | 23 | Bruno Giacomelli   | Alfa Romeo      | 74    | + 3 kör           | 19       |          |
| 12       | 17 | Jochen Mass        | March-Ford      | 74    | + 3 kör           | 22       |          |
| 13       | 22 | Andrea de Cesaris  | Alfa Romeo      | 73    | + 4 kör           | 16       |          |
| 14       | 33 | Derek Daly         | Theodore-Ford   | 73    | + 4 kör           | 24       |          |
| 15       | 18 | Raul Boesel        | March-Ford      | 72    | + 5 kör           | 21       |          |
| 16       | 4  | Slim Borgudd       | Tyrrell-Ford    | 72    | + 5 kör           | 23       |          |
| 17       | 20 | Chico Serra        | Fittipaldi-Ford | 72    | + 5 kör           | 25       |          |
| 18       | 28 | Didier Pironi      | Ferrari         | 71    | + 6 kör           | 6        |          |
| Kiesett  | 26 | Jacques Laffite    | Ligier-Matra    | 54    | Üzemanyagrendszer | 11       |          |
| Kiesett  | 35 | Derek Warwick      | Toleman-Hart    | 43    | Baleset           | 14       |          |
| Kiesett  | 2  | Riccardo Patrese   | Brabham-BMW     | 18    | Turbó             | 4        |          |
| Kiesett  | 25 | Eddie Cheever      | Ligier-Matra    | 11    | Üzemanyagrendszer | 17       |          |
| Kiesett  | 27 | Gilles Villeneuve  | Ferrari         | 6     | Turbó             | 3        |          |
| Kiesett  | 1  | Nelson Piquet      | Brabham-BMW     | 3     | Kicsúszás         | 2        |          |
| Kiesett  | 12 | Nigel Mansell      | Lotus-Ford      | 0     | Elektronika       | 18       |          |
| Kiesett  | 31 | Jean-Pierre Jarier | Osella-Ford     | 0     | Ütközés           | 26       |          |
| NK       | 30 | Mauro Baldi        | Arrows-Ford     |       |                   |          |          |
| NK       | 32 | Riccardo Paletti   | Osella-Ford     |       |                   |          |          |
| NK       | 29 | Brian Henton       | Arrows-Ford     |       |                   |          |          |
| NK       | 14 | Roberto Guerrero   | Ensign-Ford     |       |                   |          |          |
| NK       | 36 | Teo Fabi           | Toleman-Hart    |       |                   |          |          |

## A világbajnokság élmezőnyének állása a verseny után
| H  | Versenyzők       | Pont | H  | Konstruktőrök | Pont |
| -- | ---------------- | ---- | -- | ------------- | ---- |
| 1. | Alain Prost      | 9    | 1. | Renault       | 13   |
| 2. | Carlos Reutemann | 6    | 2. | Williams-Ford | 8    |
| 3. | René Arnoux      | 4    | 3. | McLaren-Ford  | 4    |
| 4. | Niki Lauda       | 3    |    |               |      |
| 5. | Keke Rosberg     | 2    |    |               |      |
| 6. | John Watson      | 1    |    |               |      |

## Statisztikák
Vezető helyen:
- René Arnoux: 40 (1-13 / 41-67)
- Alain Prost: 37 (14-40 / 68-77)

Alain Prost 4. győzelme, 2. leggyorsabb köre, René Arnoux 10. pole-pozíciója.
- Renault 8. győzelme.

Teo Fabi és Mauro Baldi első versenye.